# Большой Двор (Коротовское сельское поселение)
Большой Двор — деревня в Череповецком районе Вологодской области на реке Кисовка.
Входит в состав Коротовского сельского поселения, с точки зрения административно-территориального деления — в Коротовский сельсовет.
Расстояние до районного центра Череповца по автодороге — 78 км, до центра муниципального образования Коротово по прямой — 6 км. Ближайшие населённые пункты — Карпово, Курилово, Верх.
По переписи 2002 года население — 38 человек (20 мужчин, 18 женщин). Преобладающая национальность — русские (97 %).